# 3e armée (Japon)
Pour les articles homonymes, voir 3e armée.
La 3e armée (第3軍, Dai-san gun) est une unité de l'armée impériale japonaise basée au Mandchoukouo durant la Seconde Guerre mondiale, mais elle a existé préalablement durant la guerre russo-japonaise.

## Histoire
La 3e armée est initialement créée durant la guerre russo-japonaise sous le commandement du général Nogi Maresuke. Sa tâche principale est d'abord de combattre au siège de Port-Arthur. Après la capture de ce bastion russe, elle est transférée au nord où elle joue un rôle crucial dans l'avancée japonaise sur Mukden vers la fin de la guerre. Elle est dissoute après la victoire finale.
La 3e armée est recréée le 13 janvier 1938 au Mandchoukouo en tant que force de garnison sur les frontières orientales contre de possibles incursions de l'armée rouge soviétique. Elle passe sous le contrôle de la 1re armée régionale en juillet 1942. À la vue de la détérioration de la situation militaire du Japon en Asie du Sud-Est, la plupart de ses unités expérimentées et de son équipement est transférée dans d'autres unités.
Durant l'invasion soviétique de la Mandchourie, ses forces sous-équipées et pauvrement entraînées ne peuvent rien faire contre les divisions aguerries de l'armée rouge et sont forcées de reculer de la province du Kirin jusqu'à la frontière coréenne, rendant finalement les armes à Yanji et Hunchun dans l'actuelle préfecture autonome coréenne de Yanbian.

## Commandement

### Commandants
|   | Nom                                 | De                | À                 |
| - | ----------------------------------- | ----------------- | ----------------- |
| 1 | Général Nogi Maresuke               | Août 1904         | janvier 1906      |
| 2 | Général Otozō Yamada                | 13 janvier 1938   | 10 décembre 1938  |
| 3 | Général Hayao Tada                  | 10 décembre 1938  | 12 septembre 1939 |
| 4 | Général Kamezo Suetaka              | 12 septembre 1939 | 1er mars 1941     |
| 5 | Général Masakazu Kawabe             | 1er mars 1941     | 17 août 1942      |
| 6 | Lieutenant-général Eitaro Uchiyama  | 17 août 1942      | 7 février 1944    |
| 7 | Lieutenant-général Hiroshi Nemoto   | 7 février 1944    | 22 novembre 1944  |
| 8 | Lieutenant-général Murakami Keisaku | 22 novembre 1944  | Septembre 1945    |

### Chef d'état-major
|    | Nom                                    | De               | À                |
| -- | -------------------------------------- | ---------------- | ---------------- |
| 1  | Major-général Ijichi Kōsuke            | Août 1904        | janvier 1905     |
| 2  | Major-général Masatoshi Matsunaga      | février 1905     | mars 1905        |
| 3  | Major-général Ichinohe Hyōe            | mars 1905        | janvier 1906     |
| 4  | Lieutenant-général Akita Nakamura      | 20 janvier 1938  | 14 avril 1938    |
| 5  | Lieutenant-général Teiichi Suzuki (en) | 14 avril 1938    | 10 décembre 1938 |
| 6  | Lieutenant-général Masami Maeda        | 10 décembre 1938 | 9 mars 1940      |
| 7  | Lieutenant-général Toshimichi Uemura   | 9 mars 1940      | 1er avril 1941   |
| 8  | Lieutenant-général Takezo Numata       | 1er avril 1941   | 1er juillet 1942 |
| 9  | Major-général Akio Doi                 | 1er juillet 1942 | 11 mars 1943     |
| 10 | Major-général Tatsuhiko Takashima      | 11 mars 1943     | 16 décembre 1944 |
| 11 | Major-général Hanjiro Ikeya            | 16 décembre 1944 | Septembre 1945   |